# リリーバー・オブ・ザ・マンス

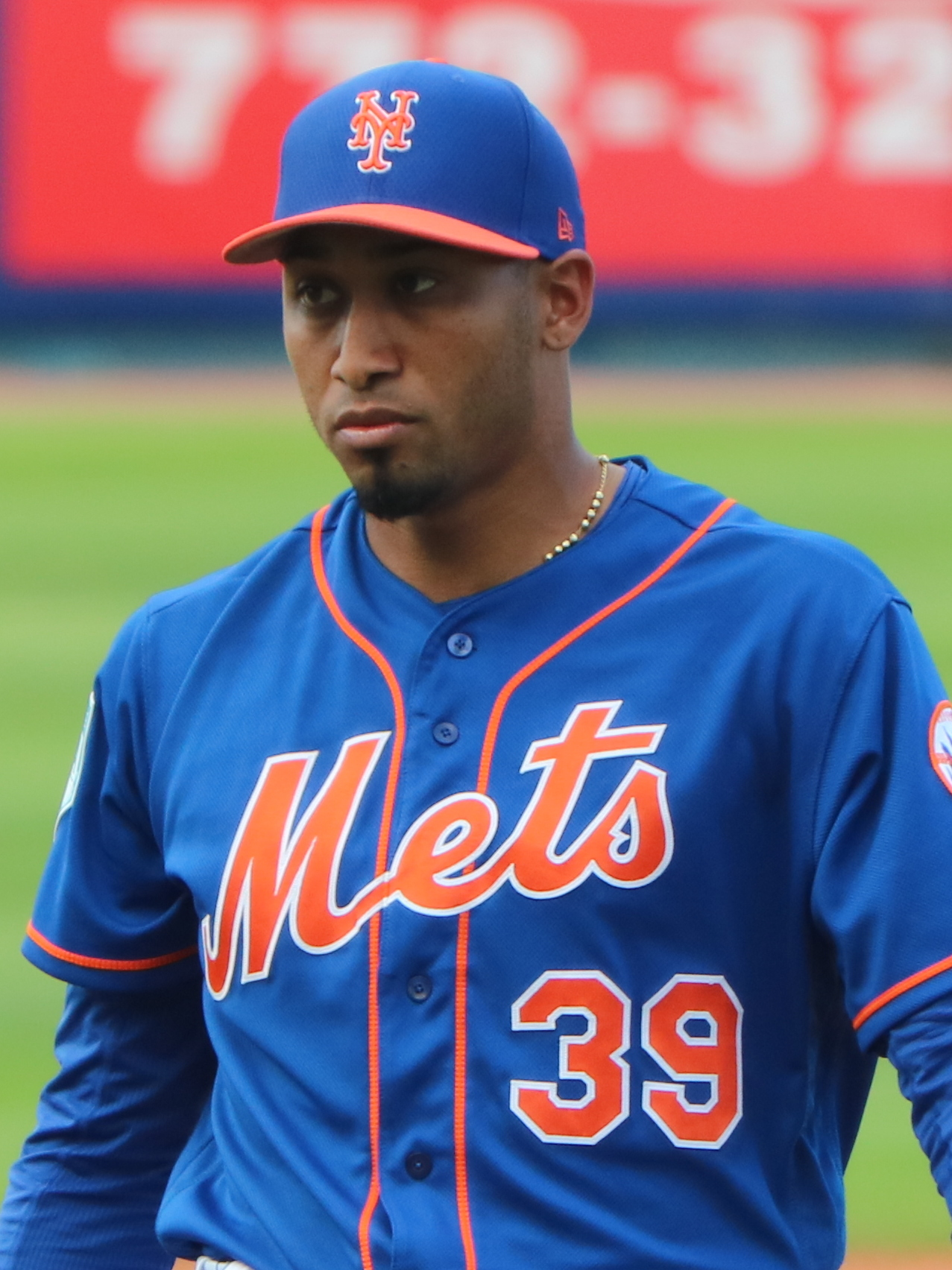
エドウィン・ディアスは、シアトル・マリナーズで6回、ニューヨーク・メッツで2回受賞した。

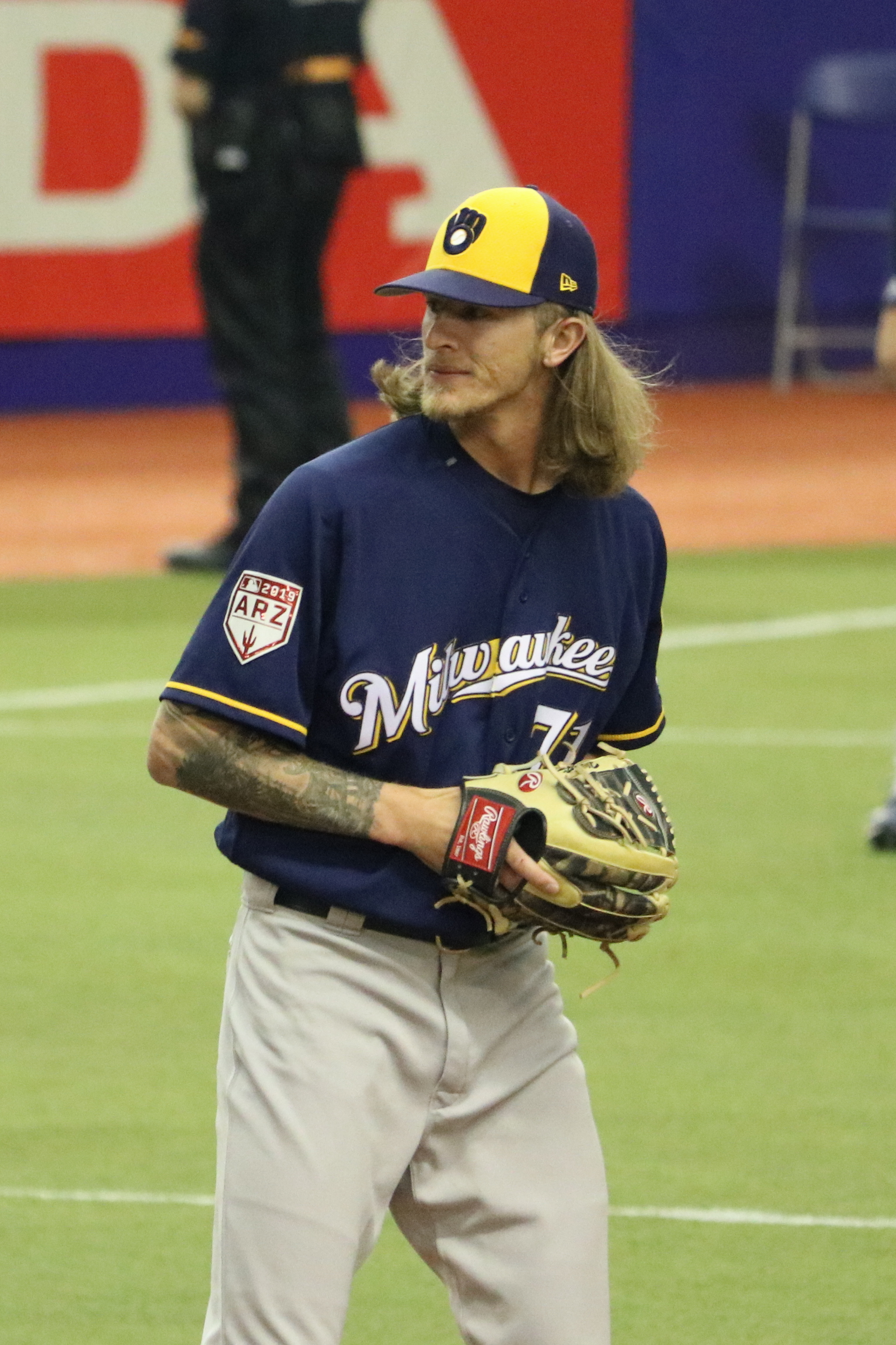
ジョシュ・ヘイダーは、ミルウォーキー・ブルワーズで5回受賞した。

リリーバー・オブ・ザ・マンス（Reliever of the Month Award）は、メジャーリーグベースボール(MLB)の賞の一つ。レギュラーシーズンの4月から9月にかけて毎月選出される。2017年から表彰を始めた。

## 歴代受賞者

### 2010年代
| 年       | 月       | アメリカンリーグ                | アメリカンリーグ               | ナショナルリーグ            | ナショナルリーグ                             |
| 年       | 月       | 選手                            | チーム                         | 選手                        | チーム                                       |
| -------- | -------- | ------------------------------- | ------------------------------ | --------------------------- | -------------------------------------------- |
| 2017年   | 4月      | コディ・アレン                  | クリーブランド・インディアンス | グレッグ・ホランド          | コロラド・ロッキーズ                         |
| 2017年   | 5月      | クレイグ・キンブレル            | ボストン・レッドソックス       | グレッグ・ホランド(2)       | コロラド・ロッキーズ                         |
| 2017年   | 6月      | ロベルト・オスナ                | トロント・ブルージェイズ       | ケンリー・ジャンセン        | ロサンゼルス・ドジャース                     |
| 2017年   | 7月      | エドウィン・ディアス            | シアトル・マリナーズ           | ブラッド・ハンド            | サンディエゴ・パドレス                       |
| 2017年   | 8月      | アレックス・コロメ              | タンパベイ・レイズ             | コーリー・クネイブル        | ミルウォーキー・ブルワーズ                   |
| 2017年   | 9月      | アロルディス・チャップマン      | ニューヨーク・ヤンキース       | ショーン・ドゥーリトル      | ワシントン・ナショナルズ                     |
| 2018年   | 4月      | エドウィン・ディアス（2）       | シアトル・マリナーズ           | ジョシュ・ヘイダー          | ミルウォーキー・ブルワーズ                   |
| 2018年   | 5月      | ブレイク・トレイネン            | オークランド・アスレチックス   | ブラッド・ハンド（2）       | サンディエゴ・パドレス                       |
| 2018年   | 6月      | エドウィン・ディアス（3）       | シアトル・マリナーズ           | カイル・バラクロー          | マイアミ・マーリンズ                         |
| 2018年   | 7月      | エドウィン・ディアス（4）       | シアトル・マリナーズ           | フェリペ・バスケス          | ピッツバーグ・パイレーツ                     |
| 2018年   | 8月      | エドウィン・ディアス（5）       | シアトル・マリナーズ           | ヘクター・ネリス            | フィラデルフィア・フィリーズ                 |
| 2018年   | 9月      | ブレイク・トレイネン（2）       | オークランド・アスレチックス   | コーリー・クネイブル（2）   | ミルウォーキー・ブルワーズ                   |
| 2019年   | 4月      | シェーン・グリーン              | デトロイト・タイガース         | カービー・イエーツ          | サンディエゴ・パドレス                       |
| 2019年   | 5月      | アロルディス・チャップマン（2） | ニューヨーク・ヤンキース       | ジョシュ・ヘイダー（2）     | ミルウォーキー・ブルワーズ                   |
| 2019年   | 6月      | リアム・ヘンドリックス          | オークランド・アスレチックス   | ジョシュ・ヘイダー（3）     | ミルウォーキー・ブルワーズ                   |
| 2019年   | 7月      | トミー・ケインリー              | ニューヨーク・ヤンキース       | セス・ルーゴ                | ニューヨーク・メッツ                         |
| 2019年   | 8月      | アロルディス・チャップマン（3） | ニューヨーク・ヤンキース       | フェリペ・バスケス（2）     | ピッツバーグ・パイレーツ                     |
| 2019年   | 9月      | ブランドン・ワークマン          | ボストン・レッドソックス       | ブレント・スーター          | ミルウォーキー・ブルワーズ                   |
| 2020年代 |          |                                 |                                |                             |                                              |
| 2020年   | 4月      | COVID-19の影響で開催されず      | COVID-19の影響で開催されず     | COVID-19の影響で開催されず  | COVID-19の影響で開催されず                   |
| 2020年   | 5月      | COVID-19の影響で開催されず      | COVID-19の影響で開催されず     | COVID-19の影響で開催されず  | COVID-19の影響で開催されず                   |
| 2020年   | 6月      | COVID-19の影響で開催されず      | COVID-19の影響で開催されず     | COVID-19の影響で開催されず  | COVID-19の影響で開催されず                   |
| 2020年   | 7月・8月 | リアム・ヘンドリックス（2）     | オークランド・アスレチックス   | ケンリー・ジャンセン（2）   | ロサンゼルス・ドジャース                     |
| 2020年   | 9月      | マイク・メイヤーズ              | ロサンゼルス・エンゼルス       | デビン・ウィリアムズ        | ミルウォーキー・ブルワーズ                   |
| 2021年   | 4月      | マット・バーンズ                | ボストン・レッドソックス       | マーク・マランソン          | サンディエゴ・パドレス                       |
| 2021年   | 5月      | リアム・ヘンドリックス（3）     | シカゴ・ホワイトソックス       | ライアン・テペラ            | シカゴ・カブス                               |
| 2021年   | 6月      | ルー・トリビーノ                | オークランド・アスレチックス   | ジョシュ・ヘイダー（4）     | ミルウォーキー・ブルワーズ                   |
| 2021年   | 7月      | ライセル・イグレシアス          | ロサンゼルス・エンゼルス       | ジェイク・マギー            | サンフランシスコ・ジャイアンツ               |
| 2021年   | 8月      | エマヌエル・クラセ              | クリーブランド・インディアンス | デビン・ウィリアムズ（2）   | ミルウォーキー・ブルワーズ                   |
| 2021年   | 9月      | リアム・ヘンドリックス（4）     | シカゴ・ホワイトソックス       | カミロ・ドバル              | サンフランシスコ・ジャイアンツ               |
| 2022年   | 4月      | ジョーダン・ロマノ              | トロント・ブルージェイズ       | ジョシュ・ヘイダー（5）     | ミルウォーキー・ブルワーズ                   |
| 2022年   | 5月      | クレイ・ホームズ                | ニューヨーク・ヤンキース       | デビッド・ベッドナー        | ピッツバーグ・パイレーツ                     |
| 2022年   | 6月      | エマヌエル・クラセ（2）         | クリーブランド・ガーディアンズ | エドウィン・ディアス（6）   | ニューヨーク・メッツ                         |
| 2022年   | 7月      | ジョーダン・ロマノ（2）         | トロント・ブルージェイズ       | エドウィン・ディアス（7）   | ニューヨーク・メッツ                         |
| 2022年   | 8月      | エマヌエル・クラセ（3）         | クリーブランド・ガーディアンズ | エドウィン・ディアス（8）   | ニューヨーク・メッツ                         |
| 2022年   | 9月      | エマヌエル・クラセ（4）         | クリーブランド・ガーディアンズ | カミロ・ドバル              | サンフランシスコ・ジャイアンツ               |
| 2023年   | 4月      | フェリックス・バティスタ        | ボルチモア・オリオールズ       | ジョシュ・ヘイダー（6）     | サンディエゴ・パドレス                       |
| 2023年   | 5月      | アレックス・ラング              | デトロイト・タイガース         | カミロ・ドバル（2）         | サンフランシスコ・ジャイアンツ               |
| 2023年   | 6月      | フェリックス・バティスタ（2）   | ボルチモア・オリオールズ       | クレイグ・キンブレル        | フィラデルフィア・フィリーズ                 |
| 2023年   | 7月      | フェリックス・バティスタ（3）   | ボルチモア・オリオールズ       | デビン・ウィリアムズ（3）   | ミルウォーキー・ブルワーズ                   |
| 2023年   | 8月      | アンドレス・ムニョス            | シアトル・マリナーズ           | ライセル・イグレシアス（2） | アトランタ・ブレーブス                       |
| 2023年   | 9月      | クレイ・ホームズ（2）           | ニューヨーク・ヤンキース       | タナー・スコット            | マイアミ・マーリンズ                         |
| 2024年   | 4月      | メイソン・ミラー                | オークランド・アスレチックス   | ライアン・ヘルズリー        | セントルイス・カージナルス                   |
| 2024年   | 5月      | エマヌエル・クラセ (5)          | クリーブランド・ガーディアンズ | ロベルト・スアレス          | サンディエゴ・パドレス                       |
| 2024年   | 6月      | カルロス・エステベス            | ロサンゼルス・エンゼルス       | ライアン・ヘルズリー (2)    | セントルイス・カージナルス                   |
| 2024年   | 7月      | エマヌエル・クラセ (6)          | クリーブランド・ガーディアンズ | タナー・スコット (2)        | マイアミ・マーリンズ →サンディエゴ・パドレス |
| 2024年   | 8月      | ジョシュ・ヘイダー(7)           | ヒューストン・アストロズ       | ライセル・イグレシアス (3)  | セントルイス・カージナルス                   |
| 2024年   | 9月      | エマヌエル・クラセ (7)          | クリーブランド・ガーディアンズ | ライアン・ヘルズリー (3)    | セントルイス・カージナルス                   |
| 2025年   | 4月      | アンドレス・ムニョス (2)        | シアトル・マリナーズ           | ロベルト・スアレス (2)      | サンディエゴ・パドレス                       |
| 2025年   | 5月      | ヨアン・デュラン                | ミネソタ・ツインズ             | エドウィン・ディアス (9)    | ニューヨーク・メッツ                         |
| 2025年   | 6月      | ジョシュ・ヘイダー (8)          | ヒューストン・アストロズ       | デビッド・ベッドナー (2)    | ピッツバーグ・パイレーツ                     |
| 2025年   | 7月      | ケンリー・ジャンセン            | ロサンゼルス・エンゼルス       | エドウィン・ディアス (10)   | ニューヨーク・メッツ                         |
| 2025年   | 8月      |                                 |                                |                             |                                              |
| 2025年   | 9月      |                                 |                                |                             |                                              |